# Silisen
Silisen är en sjö i Vilhelmina kommun i Lappland och ingår i Ångermanälvens huvudavrinningsområde. Sjön har en area på 0,996 kvadratkilometer och ligger 692,2 meter över havet. Sjön avvattnas av vattendraget Silisbäcken, ett biflöde till Guortabäcken.

## Delavrinningsområde
Silisen ingår i det delavrinningsområde (724980-147636) som SMHI kallar för Utloppet av Silisen. Medelhöjden är 744 meter över havet och ytan är 9,59 kvadratkilometer. Räknas de 3 avrinningsområdena uppströms in blir den ackumulerade arean 15,49 kvadratkilometer. Silisbäcken-Guortabäcken som avvattnar avrinningsområdet har biflödesordning 3, vilket innebär att vattnet flödar genom totalt 3 vattendrag innan det når havet efter 456 kilometer. Avrinningsområdet består mestadels av skog (74 procent) och kalfjäll (11 procent). Avrinningsområdet har 0,99 kvadratkilometer vattenytor vilket ger det en sjöprocent på 10,3 procent.